# Svenska drägtreformföreningen

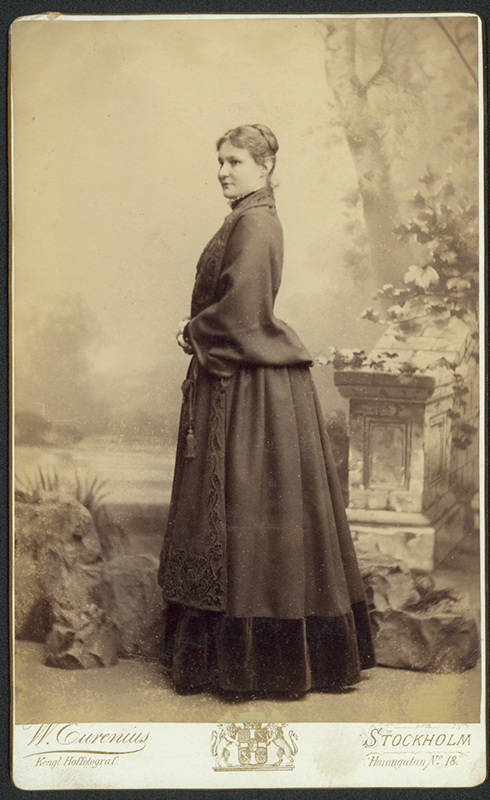
Porträtt av kvinna i reformdräkt.

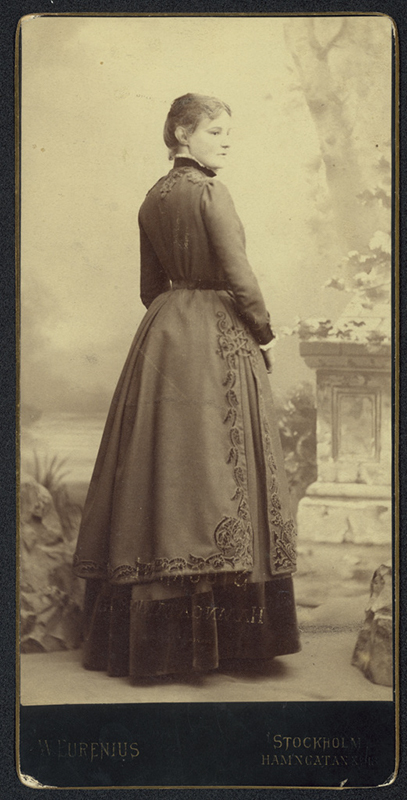
Porträtt av kvinna i reformdräkt.

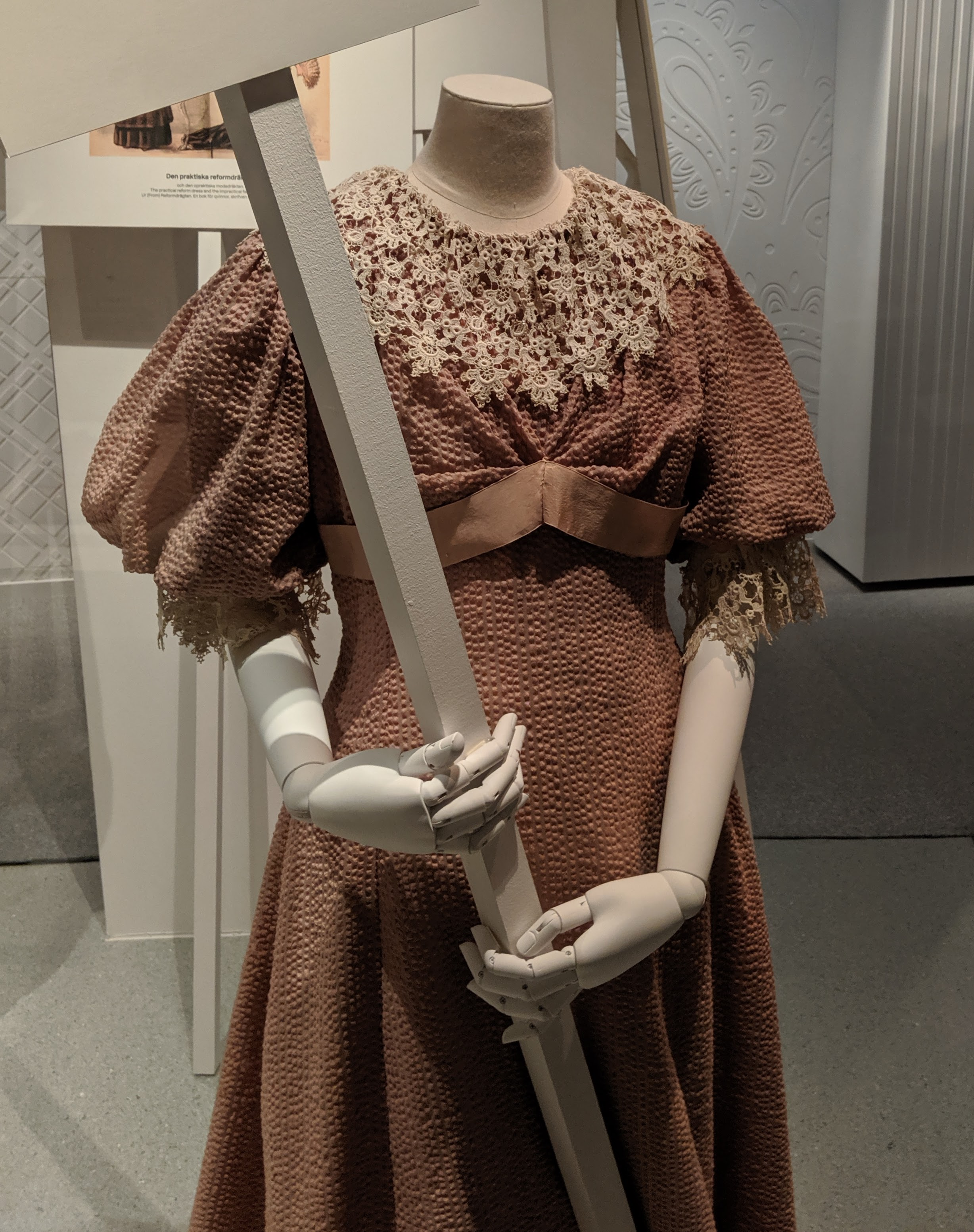
Reformdräkt av Kristine Dahl (Oslo 1896) för Gurli Linder.

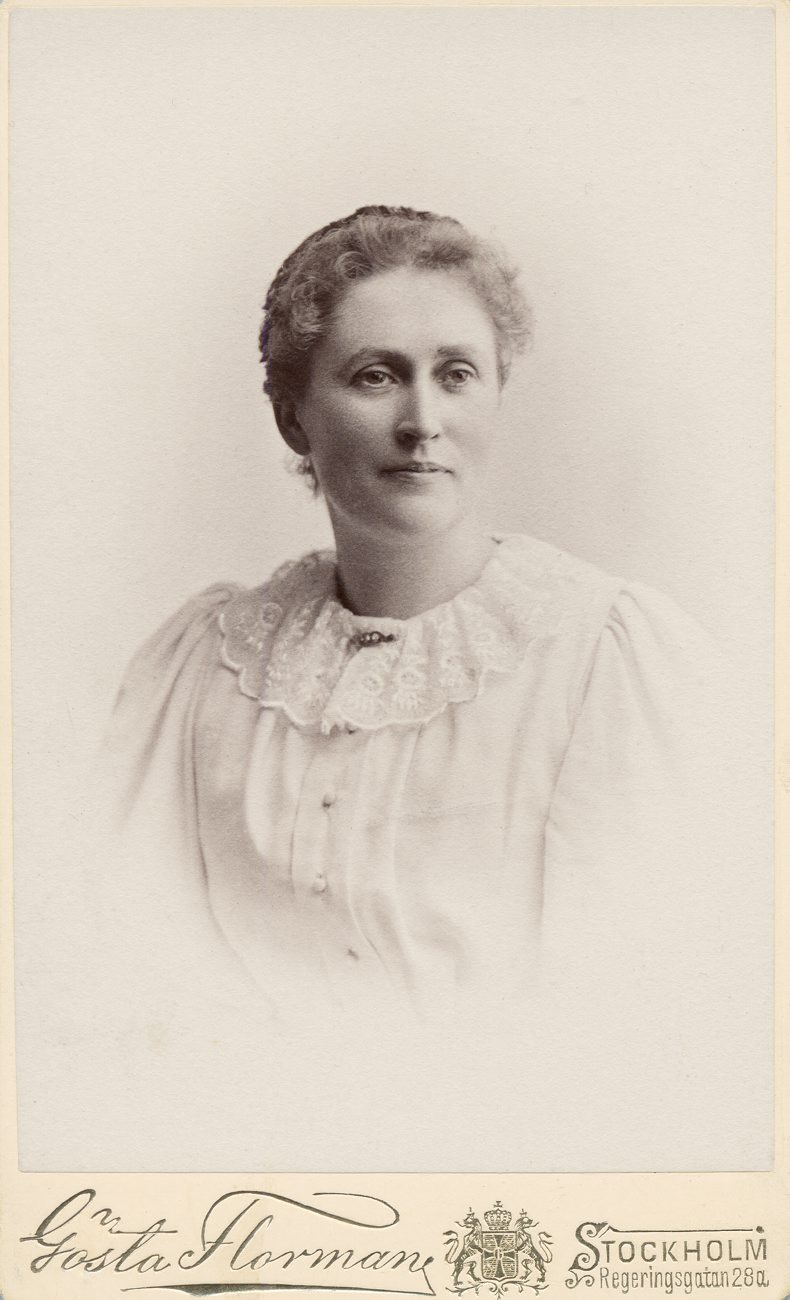
Gurli Linder (12835441963)

Svenska drägtreformföreningen eller bara Drägtreformföreningen var en svensk förening med syfte att reformera och förbättra kvinnors kläder och göra dem mer praktiska, hälsosamma och estetiska. Det var en del av den internationella dräktreformrörelsen. Den grundades i april 1886, blev en underförening till Fredrika-Bremer-Förbundet 1890, och upplöstes i februari 1903. 

## Historia

### Bakgrund
Från 1830-talet och framåt förekom en växande kritik mot klädedräkten för kvinnor, då modet från detta decennium och framåt utvecklade sig åt en för hälsan allt mer skadlig riktning.  Vad man främst kritiserade var den stora mängd underkläder som bars i flera lager och tyngde ned bärarens rörelser och skapade en ojämn värmefördelning och överhettning; de allt längre kjolarna som sopade med sig smuts från gator och golv och spred dem överallt där bäraren vistades; och framför allt korsetterna, som skadade skelettet, tryckte inre organ nedåt och uppåt eller mot varandra, och hindrade rörelsefrihet, blodcirkulation och syreupptag.
Denna kritik kom från både medicinskt kunniga, feminister, hälsoentusiaster och progressiva idealister, och så småningom bildades föreningar för att föra fram dessa åsikter om en dräktreform.  Under 1850-talet försökte Amelia Bloomer i USA utan framgång lansera den så kallade bloomerdräkten med byxor, något som väckte enormt uppseende. Från 1870-talet organiserades föreningar med samma syfte i USA, och för att få större framgång lades nu till målet att en reformdräkt också måste vara vacker.  Dessa föreningar hade viss framgång i USA och Storbritannien.  
Dräktreformrörelsen nådde så småningom sina krav, eftersom samhällsutvecklingen oberoende av rörelsen gjorde en dräktreform nödvändigt genom kvinnors allt större deltagande i yrkesliv, idrott och andra rörliga aktiviteter; i vid sekelskiftet 1900 blev byxor och avsaknad av snörliv accepterat som sportkläder för kvinnor, och i och med moderevolutionen efter första världskriget var rörelsens mål uppnådda.

### Svenska drägtreformföreningen
I Sverige blev dräktreformrörelsen känd 1885 genom boken Dress and Health, som översatts till svenska under namnet Reformdrägten (troligen av Oscara von Sydow) med förord av Curt Wallis och Hanna Winge.  I februari 1885 höll Anne Charlotte Leffler ett tal om ämnet efter sin utlandsresa på föreningen Nya Idun, där hon talade om dräktreformrörelsen, och sedan bad Handarbetets Vänner skapa en egen reformdräkt, som sedan skapades av Hanna Winge. Anne Charlotte Leffler blev sedan den första svenska kvinna som bar en reformdräkt offentligt. Saken togs sedan upp i offentlig debatt.  I april 1886 bildades 'Svenska drägtreformföreningen i Stockholm' med syftet att "omsätta de nya idéerna i svensk jordmån och lämpa dem efter våra speciella önskningar och behof". 
En av dess grundare var Ellen Key, som fungerade som dess första ordförande: när föreningens organisation fastställdes valdes sexton kvinnor (nio ordinarie ledamöter och sju suppleanter) att leda arbetet, medan Kerstin Bohman blev dess ordförande och Hanna Palme vice ordförande. Dess sekreterare var Oscara von Sydow och Gurli Linder.  Bland dess medlemmar fanns Calla Curman och Anna Hierta-Retzius.  Under föreningens nästa möte i oktober 1886, hade medlemsantalet stigit från 24 till 157.  Rörelsen fick bidrag från drottning Sofia, Patriotiska Sällskapet och Stiftelsen Lars Hiertas minne.  
Svenska drägtreformföreningen uppgick 1890 i Fredrika-Bremer-förbundet. Besultet togs i april 1890, då majoriteten röstade för att ansluta sig som en självstyrande sektion under FBF.  Beslutet berodde inte på att föreningen befann sig i kris utan på att FBF under denna tid sågs som centralföreningen för den svenska kvinnoföreningen, och att det sågs som ett naturligt steg för alla svenska kvinnoföreningar att förena sig under FBF:s paraply. Föreningen bytte då namn till Fredrika-Bremer-Förbundets dräktreformförening. Föreningen firade sitt jubileum i Läkaresällskapets hus på Jakobsgatan i Stockholm i april 1896. 
Vid jubileet 1896 var rörelsen fortfarande aktiv, och hade följande år fortfarande 137 medlemmar. Därefter upphörde successivt dess verksamhet, då medlemsantalet snabbt sjönk, så styrelsen inte längre kunde fungera och möten inte längre kunde hållas och ekonomin sinade av brist på bidrag och medlemsavgifter. 1903 upplöstes föreningen och förvandlades till en kommitté inom FBF kallad Dräktreformkommittén, som distribuerade rörelsens dräktmönster ytterligare några år. 
Bland dess uppmärksammade medlemmar nämns Marie Louise Berg, Carola Bokund, Julia Julin, Carin Scholander, Ellen Gyllander, Gurli Linder, Hanna Palme, gymnastikdirektören Sally Högstedt och läraren vid statens normalskola Helena Palmquist.

### Verksamhet
Föreningens verksamhet innefattade utställningar av reformdräkter, samt föredrag (på bland annat skolor), broschyrer, tidskrifts- och tidningsartiklar som lade de hälsomässiga behoven av en dräktreform.  Läkare som Curt Wallis, Karolina Widerström och Lorentz Dietrichson stödde föreningen och höll föreläsningar om snörlivet och dess skadliga verkningar.  Oscara von Sydow, föreningens sekreterare, brevväxlade med utländska föreningar av samma slag.
Karolina Widerström beskrev det dåtida modet som:  
”förödmjukande. Denna dräkts mest iögonenfallande egenskap är att söka framtvinga en så yppig barm, ett så brett bäcken som möjligt, således att framhäva kvinnan såsom könsväsen, göra henne så retande, så lockande som möjligt. Mig synes, att det fordras ett cyniskt sinne att häruti finna något vackert.”
Föreningen ledde till att en mängd modeller för reformdräkter skapades och presenterades för föreningen och lanserades för kvinnor (och även för barn), reformdräkter som sedan visades upp på utställningar. Hanna Winge hade skapat en sådan reformdräkt redan 1885, och det var hennes modell som gav idén till en sådan förening även i Sverige.  Reformdräkterna syddes upp av Augusta Lundin, som också själv designade en egen version.  Dess modellsamling innehåller omkring 130 nummer.  Den hade länge en permanent utställning på Hygieniska museet i Stockholm, deltog i Allmänna konst- och industriutställningen och den visades också i Köpenhamn och Oslo.   Det fanns ingen liknande förening i det övriga Skandinavien, men debatten förekom även i de övriga nordiska länderna, särskilt i Norge, och kvinnoföreningarna i Norge, Danmark och Finland bedrev också viss verksamhet i frågan.  Finsk kvinnoförening deltog sommaren 1893 i Rysslands hygieniska utställning 1893 med en skoldräkt inspirerad av Svenska drägtreformföreningens modell, och belönades med den stora silvermedaljen.  Föreningen sålde också med framgång mönster för reformdräkter i Josephina Ohlssons Modehandel i Stockholm. 
Eftersom modet, som var föremål för rörelsens reformkrav, spreds från överklassen och sedan till övriga samhällsklasser, var det främst andra kvinnor ur överklassen som rörelsen prioriterade att påverka.  Det sågs som en stor framgång när, år 1889, föreningens andra ordförande Marie-Louise Berg fick audiens hos drottning Sofia: hon fick sedan tillstånd att visa upp modeller för drottningen på Ulriksdals slott, föreställande reformdräkter sydda av Augusta Lundin, varpå drottningen gav rörelsen sitt stöd och en summa på 300 kronor, något som föreningen lät annonsera i pressen.  Reformdräkter tillverkades främst hos Handarbetets vänner och hos Augusta Lundin, som ska ha låtit sina springflickor använda reformdräkten när de levererade varor.

### Inflytande och upplösning
Bland de som bar reformdräkten offentligt fanns Calla Curman och Sonja Kovalevsky, Alfhild Agrell och Anna Boberg. Reformdräkten i sig blev snabbt impopulär, bland annat för att Augusta Lundin hade färgat sina springflickors reformdräkter orange, men föreningen inriktade sig i fortsättningen på att åtgärda underkläderna snarare än de yttre kläderna. Trots att mönster på reformdräkten blev mycket sålda, och progressiva personer över hela Sverige en tid gärna sydde upp sådana åt kvinnliga familjemedlemmar och anställda, blev reformdräkt för kvinnor aldrig vanliga. Däremot var det på 1890-talet inte längre allmänt accepterat att använda snörliv på flickor i skolåldern, och korsetter på skolelever hade nästan helt försvunnit, trots att det förut varit vanligt, en förändring som tillskrevs föreningen. Reformdräktens skolversion för flickor hade alltid varit mer populär än dess version för vuxna kvinnor.
I april 1896 höll Gurli Linder ett tal på föreningens jubileumsmöte.  Hon konstaterade då att rörelsen inte hade nått någon märkbar framgång i Sverige, och att mer kunskap i anatomi och medicin var nödvändig för att en dräktreform skulle vara möjlig, men såg samtidigt att samhällsutvecklingen oberoende av rörelsen gick mot en dräktreform på grund av att både yrkesarbete och idrottsaktiviteter blev allt vanligare bland kvinnor.  År 1898 lanserade rörelsen sin sista kampanj, mot de långa promenadkjolarna, av Gurli Linder; dess sista tid ägnades främst åt flickkläder och skoldräkter. 
Svenska drägtreformföreningen arbete fick mycket positiv uppmärksamhet för sina utställningar och föredrag.  Dess dräktmönster var mycket populära, särskilt dess skoldräkter för flickor. Däremot sågs reformdräkten mycket sällan använd offentligt av vuxna kvinnor, och ett av rörelsens problem var den brist på uppmärksamhet den väckte. Gurli Linder kommenterade vid föreningens upplösning 1903, att dess arbete hade varit framgångsrikt och rörelsens arbete därför hade blivit överflödigt, eftersom modet år 1903 var betydligt mer bekvämt än vad det hade varit när föreningen bildades 1886. Modet hade dock utvecklats mot en större bekvämlighet oavsett föreningen.

## Ordförande
- 1886–1886: Ellen Key
- 1886–1889: Kerstin Bohman
- 1889–1892: Marie-Louise Berg
- 1892–1896: Gurli Linder